# Амарене (Пјаченца)
Амарене је насеље у Италији у округу Пјаченца, региону Емилија-Ромања.
Према процени из 2011. у насељу је живело 22 становника. Насеље се налази на надморској висини од 59 м.